# Jerrie Cobb
Pour les articles homonymes, voir Cobb.
Geraldyn Menor Cobb, dite Jerrie Cobb, née le 5 mars 1931 à Norman dans l'Oklahoma et morte le 18 mars 2019 à Sun Center City en Floride, est une aviatrice américaine ayant détenu plusieurs records mondiaux.
Elle a également fait partie du programme Mercury 13, un groupe de femmes qui ont suivi des tests physiologiques identiques à ceux des astronautes de Mercury Seven dans les années 1960, mais dans un programme indépendant de la NASA. Elle est ensuite reconnue pour son investissement dans la cause humanitaire.

## Biographie

### Jeunesse
Jerrie Cobb est la fille du lieutenant-colonel William Harvey Cobb et de Helena Butler Stone Cobb. Enfant, elle grandit dans l'Oklahoma où elle découvre l'aviation, grâce notamment à l'encouragement de son père, lui-même pilote. Elle vole pour la première fois à l'âge de 12 ans, dans le cockpit ouvert du biplan Waco 1936 de ce dernier. À 16 ans, elle réalise de la voltige aérienne dans les Grandes Plaines avec un Piper J-3 Cub, lâchant des prospectus au-dessus des petites villes annonçant l'arrivée du reste de l'escadrille. Elle dort sous l'aile de son avion afin d'économiser de l'argent et se payer plus de kérosène pour améliorer son pilotage en promenant des touristes. Enfin à 17 ans, alors qu'elle étudie au Classen School of Advanced Studies (en) d'Oklahoma City, Jerrie Cobb obtient sa licence de pilote privé, puis sa licence de pilote commercial l'année suivante.

### Début de carrière et records
À l'âge de 19 ans, Jerrie Cobb enseigne le pilotage et à 21, elle livre des chasseurs et des bombardiers quadrimoteurs aux armées de l'air étrangères partout dans le monde. Elle a une relation pendant trois ans avec l'homme d'affaires et pilote vétéran de la Seconde Guerre mondiale Jack Ford, qu'elle a rencontré à Miami quand elle travaillait dans un hangar de maintenance mais leur histoire est interrompue brutalement deux ans après leurs fiançailles quand son avion explose au-dessus du Pacifique,.
Confrontée à la discrimination sexuelle et au retour de beaucoup de pilotes très qualifiés après la guerre, elle doit se contenter d'emplois moins prisés, comme assurer la surveillance aérienne de pipelines ou faire de l'épandage aérien sur des cultures. Pas découragée, elle obtient successivement ses qualifications pour piloter des avions multi-moteurs, pour voler aux instruments, être instructrice en vol et au sol et enfin décroche sa licence de pilote de ligne.
Jerrie Cobb établit plusieurs nouveaux records de vitesse, de distance et d'altitude avant ses trente ans sur avion à hélice. Quand elle devient la première femme à voler au salon du Bourget, ses pairs la nomment pilote de l'année et la récompensent de la Amelia Earhart Gold Medal of Achievement, Life Magazine la place alors parmi les neuf femmes présentes dans son classement des 100 personnes de la jeunesse les plus importantes aux États-Unis,. Pour économiser de l'argent et s'acheter un Fairchild PT-23 des surplus de guerre, et ainsi pouvoir s'auto-employer, Cobb joue au softball féminin dans une équipe semi-professionnelle, les Oklahoma City Queen.
En 1958, à 28 ans, elle est pilote et manager pour la Aero Design and Engineering Company, qui fabrique les avions Aero Commander qu'elle a utilisé pour battre ses records. Cobb est alors une des rares femmes cadres dans ce domaine. En 1960, elle atteint les 7 000 heures de vol et détient toujours 3 records mondiaux d'aviation : celui de la plus longue distance parcourue sans escale (1959), de vitesse sur avion léger (1959), et d'altitude à 37 010 pieds, toujours sur avion léger (1960). En mai 1961, elle devient consultante pour le programme spatial de la NASA à la demande de son administrateur James Webb.

### Mercury 13

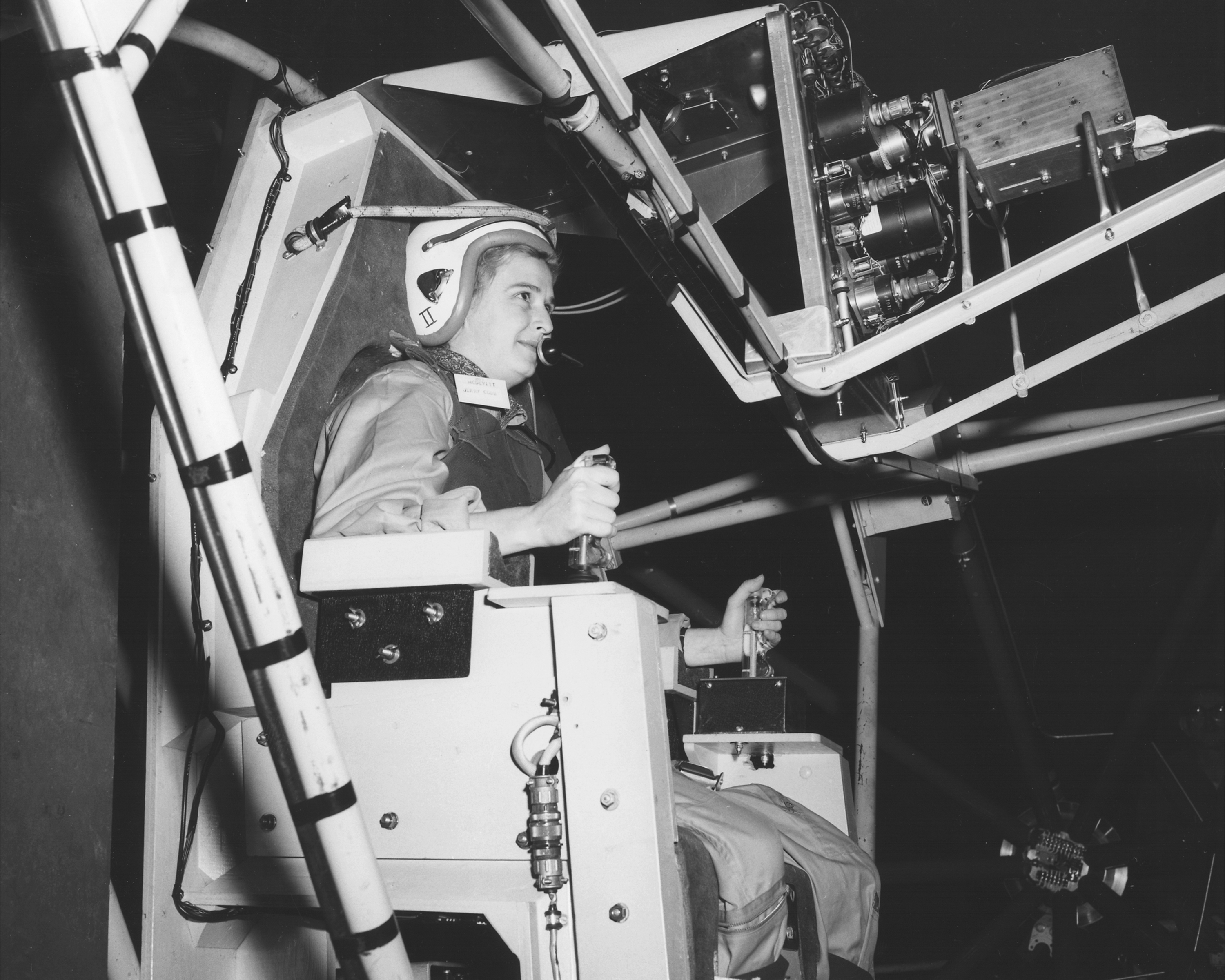
Jerrie Cobb pendant les évaluations de Mercury 13.

Le projet Mercury 13 avait pour but de sélectionner des femmes pilotes dans l'éventualité de les faire participer au programme Mercury et de les envoyer dans l'espace. Entre 1959 et 1961, le docteur William Randolph Lovelace II, qui avait organisé pour la NASA la sélection des 7 astronautes de ce programme, reproduit le même processus sur 25 femmes identifiées avec l'aide de Jerrie Cobb, qui passe avec douze d'entre elles les tests d'évaluations physiques et psychologiques. À leur issue, Jerrie Cobb et Wally Funk réussissent les 3 phases d'évaluation successives (identiques à celles de leurs homologues masculins), mais l'expérience ne sera jamais utilisée par la NASA pour un vol spatial.
En effet, Jerrie Cobb n'arrivera pas à rallier suffisamment de soutien au Congrès pour les faire accepter comme astronautes. En 1963, le Congrès l'appelle pour témoigner devant une audition concernant la possibilité de femmes astronautes. À celle-ci, John Glenn (3e Américain dans l'espace), déclare que « Les hommes partent et combattent à la guerre et donc pilotent les avions » et qu'ainsi l'ordre social américain veut que les femmes ne soient pas astronautes. Jackie Cochran (1906-1980), Scott Carpenter (1925-2013) et George Low (1926-1984) ont également témoignés pour que l'inclusion des femmes dans le projet Mercury ou la création d'un programme spécial pour elles pourrait être préjudiciable au programme spatial.
Quelques mois plus tard, l'URSS envoie la première d'entre elles, Valentina Terechkova. Dans la presse soviétique, Terechkova saluera le courage de Cobb mais se moquera de ses manières religieuses, se demandant comment on peut « combiner le pilotage d'un avion supersonique et la prière ». Elle déplora également l'attitude trompeuse du gouvernement américain qui, tout en parlant sans arrêt de leur démocratie, faisait preuve d'une inégalité flagrante envers les femmes.
Jerrie Cobb demanda, comme d'autres participantes de Mercury 13, à pouvoir s'entrainer avec les hommes, à cette époque elle avait piloté 64 avions à hélice différents et détenait plusieurs records mondiaux mais n'avait réalisé qu'un seul vol sur avion à réaction, en siège passager. Or les exigences de la NASA pour postuler comme astronaute demandaient d'être pilote d'essai militaire, expérimenté au pilotage à grande vitesse, et d'avoir des compétences d'ingénieur permettant de prendre en charge les commandes d'une capsule spatiale si la situation le demandait. Aucune exception n'a été faite pour Cobb. L'assistante du Vice-président des États-Unis Lyndon Johnson, Liz Carpenter, avait préparé une lettre à l'attention de James Webb pour l'interroger sur ces exigences, mais Johnson ne l'envoya jamais, à la place il écrivit dessus « Arrêtez cela maintenant ! »,. Ce n'est que 20 ans plus tard, le 18 juin 1983, qu'une Américaine, Sally Ride, pourra aller dans l'espace.

### Activités postérieures

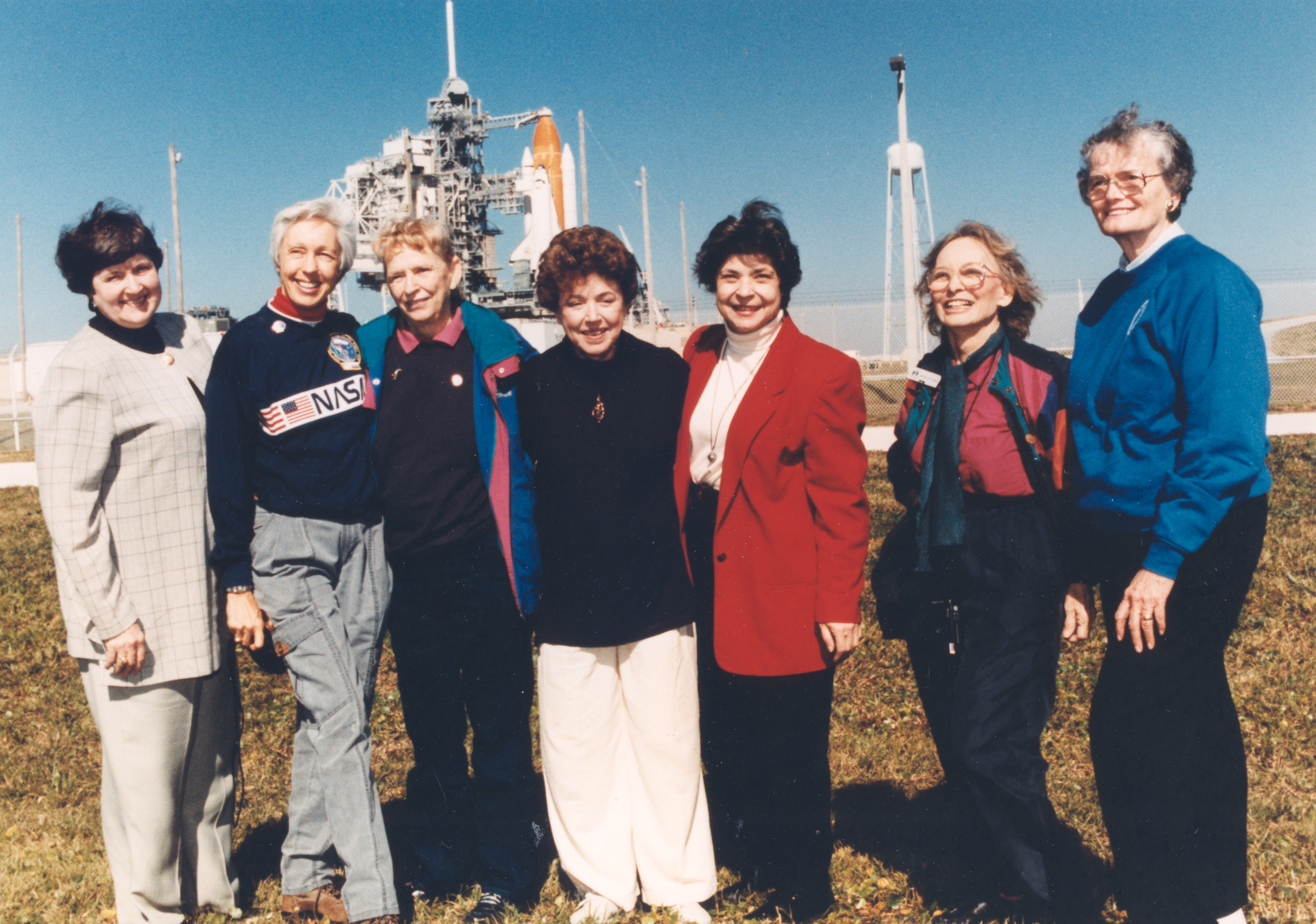
7 membres de Mercury 13 devant la navette spatiale en 1995 (Jerrie Cobb est la 3e en partant de la gauche).

Par la suite, Jerrie Cobb travaille pendant 30 ans pour des missions humanitaires en Amérique du Sud, notamment en approvisionnant par air des tribus indigènes, et en étudiant de nouvelles voies aériennes vers des régions reculées. Elle est récompensée par les gouvernements brésilien, colombien, équatorien, français et péruvien,, et en 1981, elle est sélectionnée au prix Nobel de la paix pour cette implication. Elle a par ailleurs reçu de nombreux prix d'aviation pour ses performances. En 1999, elle fait de nouveau l'objet d'une campagne pour être envoyée dans l'espace, organisée par la National Organization for Women, dans le but d'étudier les effets du vieillissement dans l'espace (comme ce fut le cas pour John Glenn lors de la mission STS-95), l'entreprise échoue de nouveau.

## Publications
- (en-US) Jerrie Cobb et Jane Rieker, Woman into space : the Jerrie Cobb story, Englewood Cliffs, N. J., Prentice-Hall, 1963, 223 p. (OCLC 1183468).
- (en-US) Jerrie Cobb, Jerrie Cobb : Solo Pilot, Sun City Center, J. Cobb Foundation, 1997, 224 p. (ISBN 0-9659924-0-3, OCLC 39006912).

## Récompenses
- 1949 : Amelia Earhart Gold Medal of Achievement[17].
- 1956-1959 : Consultante pendant 3 ans à la Federal Aviation Administration[17].
- 1958 : Nommée Femme de l'année en aviation[18].
- 1959 : Nommée Pilote de l'année par la National Pilots Association[18].
- 1959 : 4e pilote de nationalité américaine à recevoir les Ailes d'Or de la Fédération aéronautique internationale[18].
- 1959 : Nommée Captain of Achievement par l'International Academy of Achievement[17].
- 1965 : Récompensée par le gouvernement équatorien pour avoir ouvert de nouvelles routes aériennes au-dessus des Andes et de la jungle[17].
- 1973 : Harmon Trophy[19],[20] pour la meilleure pilote dans le monde remis par Richard Nixon lors d'une cérémonie à la Maison-Blanche[17].
- 1979 : Bishop Wright Air Industry Award pour sa « contribution humanitaire à l'aviation moderne »[17].
- 1986 : Reçue le Pioneer Woman Award pour sa « mentalité courageuse et volontariste » en volant au-dessus de la jungle amazonienne pour approvisionner les tribus amérindiennes[17].
- 1990 : Incorporée à l'Oklahoma Hall of Fame comme « l'aviatrice américaine la plus remarquable »[17].
- 2000 : Introduite au Women in Aviation International Pioneer Hall of Fame[21].
- 2007 : Docteur honoris causa en science de l'université du Wisconsin à Oshkosh[22].

## Postérité
- Dans la série télévisée For All Mankind, le personnage de Molly Cobb est une ancienne membre des Mercury 13 qui est directement inspirée de Jerrie Cobb[23].